# Suite para piano (Poulenc)
La Suite en ut (Suite en do mayor) para piano de Francis Poulenc, consta de tres movimientos:
- I Presto
- II Andante
- III Vif

La suite fue completada en marzo de 1920 y estrenada el 10 de abril del mismo año por el pianista Ricardo Viñes en el Conservatorio de París. Junto con el vals contribuyó a L'Album des Six, un proyecto realizado por los miembros de "Les Six" (Los Seis), esta suite marcó un retorno al estilo anti-impresionista por el que Poulenc fue conocido; un estilo más claro y fresco, en el espíritu de los clavecinistas franceses así como el estilo más tradicional de Scarlatti.